# Vrchy
Vrchy (in tedesco Waltersdorf) è un comune della Repubblica Ceca facente parte del distretto di Nový Jičín, nella regione della Moravia-Slesia.